# Microtropis obliquinervia
Microtropis obliquinervia är en benvedsväxtart som beskrevs av Merrill och Freeman. Microtropis obliquinervia ingår i släktet Microtropis och familjen Celastraceae. Inga underarter finns listade.